# Kavīz-e Soflá
Kavīz-e Soflá (persiska: کویز سفلی, Kavīz-e Pā’īn) är en ort i Iran.   Den ligger i provinsen Kerman, i den sydöstra delen av landet, 1 000 km sydost om huvudstaden Teheran. Kavīz-e Soflá ligger 929 meter över havet och antalet invånare är 391.
Terrängen runt Kavīz-e Soflá är kuperad norrut, men söderut är den platt.Runt Kavīz-e Soflá är det glesbefolkat, med 16 invånare per kvadratkilometer. Närmaste större samhälle är Mardehek, 6,7 km nordväst om Kavīz-e Soflá. Trakten runt Kavīz-e Soflá är ofruktbar med lite eller ingen växtlighet.